# Потит Сердикийски
Потит Сердикийски е християнски мъченик, лечител, обявен от Християнската църква за светец и честван на 14 януари. Той е един от десетте софийски светци.
Свети Потит е роден през 145 година в Сердика в богато езическо жреческо семейство. Невръстният Потит приема християнството, повлиян от средата на многобройната местна църква в Сердика, след като баща му носещ не особено езическото име Илия, не успява да го върне във „вярата на предците“. Самият той е убеден от красноречието на сина си и става християнин. С името на светеца-юноша се свързват различни чудеса. Св. Потит извършва с Божия помощ редица чудодейни изцелявания. Последното си благодеяние, докато е на този свят – излекуването на любимата дъщеря на император Антонин Пий, последвано или съпътствано от нейното кръщение в християнската вяра, детето-лечител заплаща с живота си. Свети Потит бил хвърлен на лъвовете, но те проявили към него само нежност. След това той бил хвърлен в кипящо масло, от което излязъл невредим. Накрая е осъден да бъде обезглавен, но след екзекуцията вместо кръв от жилите му потича мляко. Това станало в 160 г. сл. Хр. в родния му град Сердика, откъдето мощите му били пренесени по чудодеен начин в Италия (според италианската версия много преди това, той по чудесен начин е пренесен на Апенините и там в Трикарико приема мъченическия си венец). Така непорочният юноша-добротворец само 15-годишен напуснал този свят.
Мощите на светеца се намират в Катедралния храм на Трикарико. Те са били открити на 14 януари 1506 г. в храма на рицарите на Малта. В Асколи Сатриано, в чест на освещаването на храма, почива частица от мощите му – част от лакетната кост. Тя е поставена в мощехранителница с формата на бюста на светеца. Паметта на св. Потит се празнува от 18 до 20 август, като през града преминава процесия, носеща реликвария с мощите на светеца.
Според легендата, магаретар довежда кервана на Трикарико в Асколи Сатриано, през Палма Палацо във Фоджа Асколи на потока Карапеле. Едно от магаретата от кервана пада и магаретарят се моли на Св. Потит, който според традицията закриля областта и след като всичко завършило чудесно там се намерило нетленното тяло на непорочния юноша Св. Потит и мястото станало място за поклонение.

## Почит в България
През 2020 година в България пристига частица от мощите на Свети Потит заедно с частица от мощите на първия епископ на Сердика - Свещеномъченик Климент Сердикийски, папа Римски. Мощите и на двамата софийски светци са дарение от папа Франциск по молба на Българския патриарх Неофит.
Мощите са донесени от представители на католическата църква. След като главата на Българската православна църква се покланя пред тях в сградата на Софийската митрополия, те са пренесени с празнично литийно шествие до храм „Света София-Премъдрост Божия“. В шествието, което е предвождано от Белоградчишкия епископ Поликарп, викарий на патриарх Неофит в качеството му на Софийски митрополит, се включват десетки свещеници от осемте духовни околии на Софийска епархия.
Днес частицата от мощите на Свети Потит се намират в храма, като те се извеждат за поклонение в деня на светеца - на 13-ти януари за вечерната служба в навечерието на празника, и на 14-ти януари за литургията в самия ден на празника на Свети Потит.
Все още няма изграден нито един храм в чест на първия софийски мъченик в България - нито енорийска черква, нито параклис.